# Joshua Bell
Joshua Bell (ur. 9 grudnia 1967 w Bloomington) – amerykański skrzypek.

## Życiorys
Urodził się w Bloomington, Indiana. Jest synem psychologa i terapeuty, jego matka jest pochodzenia żydowskiego, natomiast ojciec jest chrześcijaninem. Naukę gry na skrzypcach rozpoczął w wieku 4 lat. W wieku 14 lat zadebiutował jako solista w Orkiestrze Filadelfijskiej pod batutą włoskiego dyrygenta Riccardo Muti. Studiował na wydziale instrumentalnym (skrzypce) w Indiana University Jacobs School of Music u Josefa Gingolda. W 1985 roku po raz pierwszy wystąpił w Carnegie Hall (Nowy Jork) z St Louis Symphony Orchestra. Gra muzykę poważną, interesuje go również muzyka filmowa oraz bluegrass. Należy do grona najwybitniejszych i najbardziej popularnych skrzypków świata. Występuje z wieloma bardzo znanymi orkiestrami oraz dyrygentami, kompozytorami. M.in. na jednej z płyt gra wraz z Londyńską Orkiestrą Symfoniczną pod dyrygenturą Johna Williamsa.
Joshua ma bardzo szeroki repertuar. Wykonywał również partie solowe skrzypiec w filmie Purpurowe skrzypce (ang. The Red Violin), do ścieżki dźwiękowej, która została nagrodzona Oscarem, a także w filmie pt. Lawendowe wzgórze (ang. Ladies in lavender) oraz Iris (ang. Iris). Nagrał ponad 30 płyt (łącznie z Soundtrackami).
Bell jest posiadaczem skrzypiec wykonanych przez Stradivariego – Gibson ex Huberman z roku 1713. W przeszłości instrument ten należał do znanego polskiego skrzypka, Bronisława Hubermana.
Joshua jest partnerem artystycznym Saint Paul Chamber Orchestra oraz przyjezdnym profesorem Royal Academy Of Music w Londynie.
12 stycznia 2007 rano, Bell uczestniczył w eksperymencie artystycznym zorganizowanym przez dziennik Washington Post: przez 43 minuty anonimowo grał na skrzypcach na stacji metra w Waszyngtonie. Eksperyment miał odpowiedzieć na pytanie, czy „w banalnych okolicznościach i o niekorzystnej porze piękno zostanie zauważone”.
Latem 2007 w nowojorskiej Carnegie Hall dał premierowe wykonanie dedykowanego mu Koncertu skrzypcowego Jaya Greenberga z towarzyszeniem Orchestra of St. Luke's pod dyrekcją Roberto Abbado.
Koncertował w Polsce. 20 października 2009 r. wystąpił w Filharmonii Częstochowskiej w ramach Festiwalu im. Bronisława Hubermana, a 21 października 2009 r. w Teatrze Wielkim w Warszawie w koncercie na rzecz budowy Muzeum Żydów Polskich.

## Wybrana dyskografia
- 2009 The Best of Joshua Bell, Universal Music Polska
- 2009 At Home with Friends, Sony BMG
- 2009 Ścieżka dźwiękowa do filmu Anioły i demony (Angels and demons), Original Motion Pictures Soundtrack; Joshua Bell na skrzypcach.
- 2009 X2 (Bernstein: West Side Story Suite / Gershwin Fantasy), Sony BMG
- 2008 Antonio Vivaldi: The Four Seasons, Sony BMG Masterworks
- 2008 Ścieżka dźwiękowa do filmu Opór (Defiance), OST
- 2007 The Red Violin Concerto, Sony BMG Masterworks
- 2007 The essential Joshua Bell, Sony BMG Masterworks
- 2006 Voice of the violin, Sony Classical
- 2006 George Gershwin Fantasy / West Side Story / The Red Violin, Sony Classical
- 2005 Pyotr Ilyich Tchaikovsky: Violin Concerto, Op. 35; Melodie; Danse Russe from Swan Lake (Act III), Sony Classical
- 2003 Romance of The Violin, Sony Classical
- 2002 Ludwig van Beethoven & Felix Mendelssohn: Violin Concertos, Sony Classical
- 2001 Leonard Bernstein: Westside Story Suite, Sony Classical
- 2000 Jean Sibelius & Karl Goldmark: Violin Concertos, Sony Classical
- 1998 Gershwin Fantasy, Sony Classical